# Tren (moda)

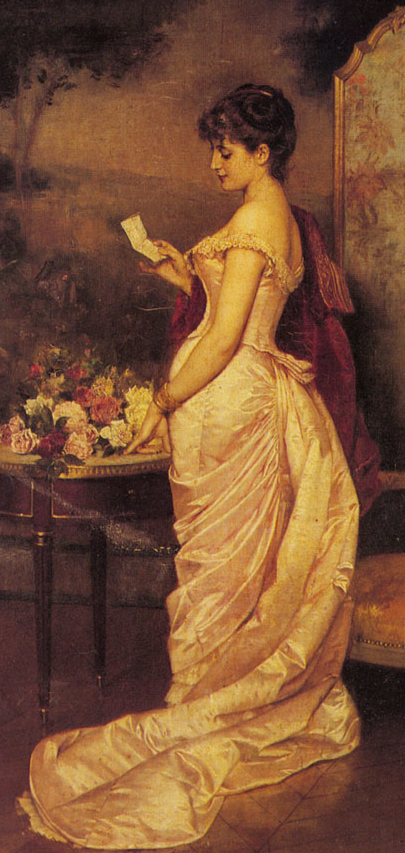
Suknia z trenem

Tren – określenie przedłużenia sukni, ciągnącego się z tyłu po ziemi; stosowany najczęściej w ubiorach na okazje bardzo uroczyste (współcześnie np. w sukniach ślubnych). 